# Synagoga w Słomnikach
Synagoga w Słomnikach – synagoga znajdująca się w Słomnikach przy ulicy Krakowskiej 26.
Synagoga została zbudowana pod koniec XIX lub na początku XX wieku dla liczącej ponad 900 osób nowo powstałej gminy żydowskiej wyodrębnionej z kahału w Wodzisławiu. W jej wnętrzu mieściły się również biura gminy żydowskiej, cheder, szkółka dla dziewcząt oraz w piwnicach mykwa.
Podczas II wojny światowej hitlerowcy doszczętnie zdewastowali wnętrze synagogi. Ludność żydowska została deportowana ze Słomnik, kilkaset osób Niemcy przy pomocy granatowej policji zamordowali na terenie miasta.
Po zakończeniu wojny budynek synagogi został przebudowany na kino. Następnie mieściły się w nim magazyny oraz warsztat. Obecnie stoi opuszczony i powoli popada w ruinę. 
W 1990 Związek Żydów Słomnickich w Izraelu ufundował dwie tablice pamiątkowe, które zostały wmurowane we frontową ścianę synagogi. Lewa zawiera tekst w języku polskim, zaś prawa w języku hebrajskim. Każda jest zwieńczona gwiazdą Dawida.
Gmina Wyznaniowa Żydowska w Krakowie na mocy ustawy z 10 lutego 1997 roku o stosunku państwa do gmin wyznaniowych żydowskich odzyskała budynek w wyniku procesu restytucji mienia wyznaniowego.